# Intersport Heilbronn Open 1999
L'Intersport Heilbronn Open 1999 è stato un torneo di tennis facente parte della categoria ATP Challenger Series nell'ambito dell'ATP Challenger Series 1999. Il montepremi del torneo era di $100.000 ed esso si è svolto nella settimana tra il 25 gennaio e il 31 gennaio 1999 su campi in sintetico indoor. Il torneo si è giocato nella città di Heilbronn in Germania.

## Vincitori

### Singolare
Laurence Tieleman ha sconfitto in finale  Markus Hantschk con il punteggio di 6–2, 5–7, 6–3

### Doppio
Michael Kohlmann /  Filippo Veglio hanno sconfitto in finale  Justin Gimelstob /  Chris Woodruff con il punteggio di 6–4, 6–7, 7–5